# Campionati del Golfo maschili di cricket T20
I Campionati del Golfo maschili di cricket T20  (ufficialmente Men's Gulf T20I Championship) sono una competizione riservata alle nazioni del golfo persico. 

## Edizioni
| Edizione      | Edizione            | Podio               | Podio               | Podio          |
| Anno          | Organizzatore       | Campione            | Seconda             | Terza          |
| ------------- | ------------------- | ------------------- | ------------------- | -------------- |
| 2023 Dettagli | Qatar               | Oman                | Emirati Arabi Uniti | Qatar          |
| 2024 Dettagli | Emirati Arabi Uniti | Emirati Arabi Uniti | Kuwait              | Arabia Saudita |

## Medagliere
| Posiz. | Nazione             | Oro | Argento | Bronzo | Totale |
| ------ | ------------------- | --- | ------- | ------ | ------ |
| 1      | Emirati Arabi Uniti | 1   | 0       | 2      |        |
| 2      | Oman                | 1   | 0       | 0      | 1      |
| 3      | Kuwait              | 0   | 1       | 0      | 1      |
| 4      | Qatar               | 0   | 0       | 1      | 1      |
| 4      | Arabia Saudita      | 0   | 0       | 1      | 1      |
| Totale | Totale              | 2   | 2       | 2      | 6      |

## Partecipazioni
Nella seguente tabella le squadre partecipanti per ogni edizione, con relativo piazzamento finale.
| Nazione             | 2023 | 2024 |
| ------------------- | ---- | ---- |
| Bahrein             | 4    | 5    |
| Kuwait              | 5    | 2    |
| Oman                | 1    | 4    |
| Qatar               | 3    | 6    |
| Arabia Saudita      | 6    | 3    |
| Emirati Arabi Uniti | 2    | 1    |
| Numero partecipanti | 6    | 6    |